# أكيرا ساتو
أكيرا ساتو (باليابانية: 佐藤晃 (スキージャンプ) ) (و. 1964  م) هو متزلج قفز ياباني، شارك في الألعاب الأولمبية الشتوية 1988.

## روابط خارجية
- أكيرا ساتو على موقع الاتحاد الدولي للتزلج (القفز التزلجي) (الإنجليزية)
- أكيرا ساتو على موقع أوليمبيديا (الإنجليزية)